# Jüdischer Friedhof (Ahlden)

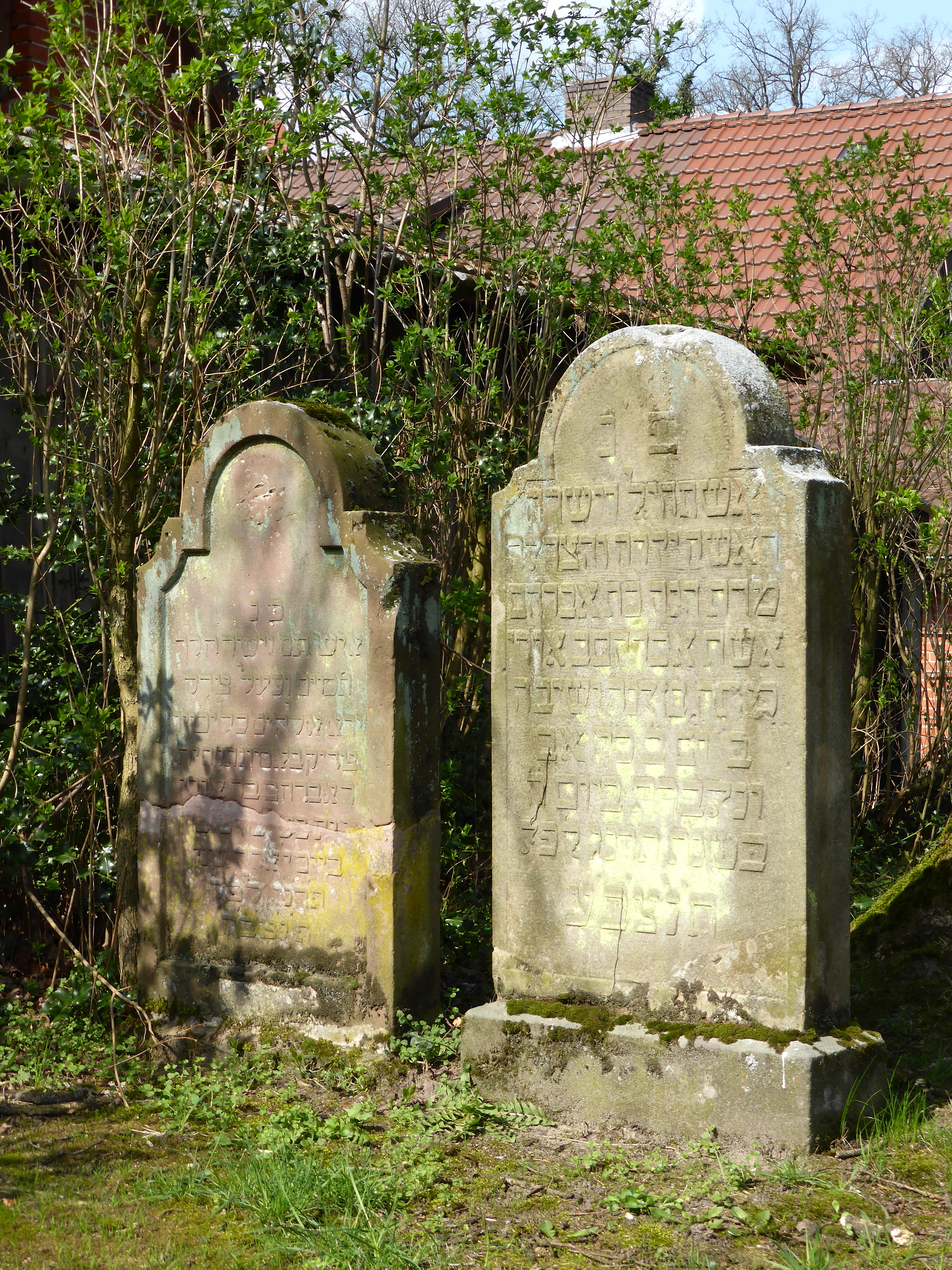

Der Jüdische Friedhof Ahlden ist ein jüdischer Friedhof im Flecken Ahlden (Aller) im Landkreis Heidekreis in Niedersachsen. Die Friedhofsanlage ist als Baudenkmal eingestuft (siehe Liste der Baudenkmale in Ahlden (Aller)#Ahlden).

## Beschreibung
Der Friedhof befindet sich in der Straße Am Friedhof, hinter den Häusern Nr. 3 und 5. Er wurde bis ins 20. Jahrhundert belegt. Von den 16 Grabsteinen auf dem Friedhof stammt der älteste aus dem Jahr 1832.